# Ẑ
Ẑ (minúscula: ẑ), llamada Z acento circunflejo, es un grafema utilizado en la escritura chilcotin y en la romanización ISO 9 del alfabeto cirílico . Es la letra Z con acento circunflejo.

## Uso
En Canadá, ‹ ẑ › se usa para escribir en el Idioma chilcotin y se encuentra en particular en el nombre oficial de Cheẑich'ed Biny, anteriormente llamado Chilcotin Lake desde 1917 hasta 2019, y Chezakut Lake anteriormente.
En la romanización ISO 9 del alfabeto cirílico , ‹ Ẑ, ẑ › translitera la letra cirílica dze ‹ Ѕ, ѕ › utilizada en macedonio.

## Codificación
La Ẑ se puede representar con los siguientes caracteres en Unicode
| forma     | representación | Código | descripciones                                   |
| --------- | -------------- | ------ | ----------------------------------------------- |
| Mayúscula | Ẑ              | U+1E90 | letra mayúscula latina z con acento circunflejo |
| minúscula | ẑ              | U+1E91 | letra minúscula latina z con acento circunflejo |